# 紅旗 (英國歌曲)
《紅旗》（英語：The Red Flag），又名《赤旗歌》（日语：赤旗の歌；：／），是一首左翼與社會主義歌曲，使用了19世紀的德國聖誕頌歌《哦，聖誕樹》的旋律。它是英國工黨的黨歌，也是北愛爾蘭社会民主工党和愛爾蘭工黨的黨歌。
1921年，流亡英国的野坂参三回国时将这首歌（世界产业工人版本）引入日本。這首歌在1930年代从日本被譯介至朝鮮半島和中国东北地区，成為朝鮮獨立運動和共產主義者的歌曲。在朝鮮，《赤旗歌》繼續被作為革命歌曲與軍歌傳唱；在韓國，這首歌曲根據《國家保安法》被禁唱。
从英国工党成立起，这首歌一直是工党的党歌。1994年托尼·布莱尔成为工党领袖后，试图淡化这首歌作为党歌的角色。2015年杰里米·科尔宾当选工党领袖后，这首歌重新在工党内部得到重视。

## 歌詞
| 英语原文 -{I. The People's Flag is deepest red, It shrouded oft our martyred dead, And ere their limbs grew stiff and cold, Their hearts' blood dyed its every fold.}- -{So raise the scarlet standard high. Beneath its shade we'll live and die, Though cowards flinch and traitors sneer, We'll keep the red flag flying here.}- -{II. Look round, the Frenchman loves its blaze, The sturdy German chants its praise, In Moscow's vaults its hymns were sung Chicago swells the surging throng.}- -{III. It waved above our infant might, When all ahead seemed dark as night; It witnessed many a deed and vow, We must not change its colour now.}- -{IV. It well recalls the triumphs past, It gives the hope of peace at last; The banner bright, the symbol plain, Of human right and human gain.}- -{V. It suits today the weak and base, Whose minds are fixed on pelf and place To cringe before the rich man's frown, And haul the sacred emblem down.}- -{VI. With head uncovered swear we all To bear it onward till we fall; Come dungeons dark or gallows grim, This song shall be our parting hymn.}- | 中文歌词（袁可嘉译) （一） 人民的红旗颜色最最红， 它常为烈士覆盖住心胸； 他们的四肢还未变僵冷， 鲜血已染红一道道线缝。 副歌 鲜红的旗帜高高地举起， 红旗下我们活着或死去； 懦夫们畏缩，叛徒们冷笑， 这里咱要红旗飘又飘。 （二） 瞧瞧吧，法国人爱它的光彩， 强壮的德国人唱歌来赞美； 莫斯科地窖里颂歌正在唱， 芝加哥增强了歌声的激荡。 副歌 （三） 旗下面有咱弱小的队伍， 前景如夜晚一般黑糊糊； 种种的行动誓言它瞧见， 今天决不让红旗颜色变！ 副歌 （四） （袁可嘉并未翻译此处歌词） 副歌 （五） 那一伙人们驯顺又无耻， 心坎里只顾金钱和位置； 财主一皱眉，他们就后退， 把那神圣的旗帜降下来。 副歌 （六） 脱掉帽子，咱们来宣誓： 高举起红旗，直到咱战死； 阴暗的地牢，可怕的绞架， 咱把这支歌当临终曲唱吧！ 副歌 | 中文歌词（东北抗联版) （一） 民众的旗，血红的旗， 收敛着战士的尸体， 那尸体还没有僵硬， 鲜血已染透了红旗。 副歌 高高举起呀，血红的旗， 誓不战胜总不放手， 畏缩者你滚就滚你的吧， 我们坚决死守保卫红旗！ （二） 法兰西的人们也热爱这旗， 德意志的弟兄也歌唱这歌， 伟壮的歌声发自莫斯科， 震轰于芝加哥之天空。 副歌 （三） （佚名译者并未翻译此处歌词） 副歌 （四） （佚名译者并未翻译此处歌词） 副歌 （五） 降下了旗帜妥协请愿来， 屈膝于资本家是谁呀？ 那就是黄金与地位所诱惑着的 又卑鄙又无耻的人们呀 副歌 （六） 誓我们红旗永远高举， 誓我们前进永不间断， 牢狱和断头台你来就来你的， 这就是我们的告别歌。 副歌 | 中文歌词（张广天译) （一） 人民的旗帜颜色深重， 多少烈士的遗体裹在其中？ 尸骨尚未寒彻之前， 火热的心血把每一处染红。 副歌 让我们把猩红的旗帜高举， 在它的指引下我们出生入死。 哪怕懦夫畏葸不前，哪怕叛徒中伤， 我们也一定不让飘扬的红旗落地。 （二） （张广天并未翻译此处歌词） 副歌 （三） 当前途好似黑夜一样暗淡， 它鼓舞着我们弱小的力量； 绝不能让它改变颜色， 它是誓约坚实的保障。 副歌 （四） 它记载着曾经胜利的辉煌， 它赋予了明天和平的希望。 旗帜鲜明，意义确定， 为了人类的权益奋争反抗。 副歌 （五） 然而今天它却迎合了卑贱者的口味， 那些人的意图被拴在钱财和宅院之间， 察言观色，阿谀奉承，屈膝在富豪的足下， 使这一神圣的象征堕入深渊。 副歌 （六） 我们毫不隐晦地发誓， 要前仆后继地捍卫纯洁的旗帜， 不惧地牢，不畏酷刑， 而这首歌将是我们离别的赞诗。 副歌 |